# Jarmila Filipová
Jarmila Filipová (* 6. června 1950) je česká politička, bývalá senátorka za obvod č. 38 – Mladá Boleslav a bývalá členka ODS.

## Vzdělání, profese a rodina
Po maturitě na strojní průmyslové škole v Mladé Boleslavi absolvovala obor konstrukce automobilů Fakultu strojní ČVUT v Praze. Později pracovala v počítačové technice. S manželem vychovala čtyři děti.

## Politická kariéra
V letech 1990-2002 zasedala v zastupitelstvu města Dobrovice, ve funkčních období 1990-1998 působila jako starostka města. Ve volbách 2002 kandidovala za hnutí Volba pro město, ovšem strana se do zastupitelstva nedostala.
Ve volbách 1996 se stala členkou horní komory českého parlamentu, když v obou kolech porazila sociálního demokrata Slavomíra Klabana. Mezi lety 1996-1998 předsedala Mandátovému a imunitnímu výboru a angažovala se v Ústavně-právním výboru. V letech 1998-2000 předsedala Výboru pro evropskou integraci. V primárních volbách ODS se na Mladoboleslavsku se ucházela o nominaci na senátorku proti lékaři Jaroslavu Mitlenerovi, volby skončily nerozhodně, Mitlener se vzdal kandidatury ve prospěch Filipové, přesto jej některé místní organizace nominovaly. Proto se primárky opakovaly a v nich překvapivě vyhrál právě Mitlener. Filipová poté kandidovala jako bezpartijní nezávislá kandidátka, neboť jí kandidaturou mimo vlastní stranu podle stanov ODS členství zaniklo, a skončila na třetím místě se ziskem 17,81 % hlasů.